# Phytoseius shuteri
Phytoseius shuteri är en spindeldjursart som beskrevs av Schicha 1987. Phytoseius shuteri ingår i släktet Phytoseius och familjen Phytoseiidae. Inga underarter finns listade i Catalogue of Life.